# 수스텐 고개
수스텐 고개(독일어: Sustenpass)는 스위스 알프스의 해발 2,260m의 산길이다. 1938년 ~ -1945년에 건설된 통과 도로는 베른주의 인너트키르헨과 우리주의 바센을 연결한다. 300m 길이의 터널이 2,224m에서 고개를 건넌다.
이 고개는 특히 남쪽의 슈타인 빙하(Stein Glacier)를 볼 수 있어 관광객들에게 인기가 높다.
서쪽/동쪽 등반의 길이와 고도는 각각 다음과 같다.
- 바쎈 (서쪽): 27km (1,599m)
- 인너트키르헨 (동쪽): 17.7km (1,308m)